# استیو لاوسون (بازیکن فوتبال)
استیو لاوسون (انگلیسی: Steve Lawson؛ زادهٔ ۸ اوت ۱۹۹۴) بازیکن فوتبال اهل فرانسه است.
وی همچنین در تیم ملی فوتبال توگو بازی کرده‌است.